# Mia Gommers
Maria Francisca Philomena "Mia" Hoogakker-Gommers  (Stein, 26 de setembro de 1939) é uma ex-atleta holandesa e medalhista olímpica.
Em outubro de 1967, na cidade de Sittard (Holanda), ela se tornou a segunda recordista mundial feminina nos 1500 metros ao estabeceler a marca de 4:15.16 min, quebrando o recorde de Anne Rosemary Smith, que tinha conseguido o recorde em junho do mesmo ano, marcando 4:17.3 min.
Nos Jogos Olímpicos de 1968, Mia Gommers competiu  nos 800 metros, onde ganhou uma medalha de bronze. Em 1969, foi eleita a esportista do ano da Holanda. Ela ganhou a medalha de prata nos 1500 metros no Campeonato Europeu de Atletismo, realizado em Atenas (1969).